# Greenville (Jižní Karolína)
Greenville je město ležící v okresu Greenville County ve státě Jižní Karolína ve Spojených státech amerických. Je šestým nejlidnatějším městem v Jižní Karolíně. Nachází se na půli cesty mezi Atlantou v Georgii a Charlotte v Severní Karolíně. Asi 160 kilometrů jihovýchodně od města se nachází Columbia, největší město v Jižní Karolíně. Leží v podhůří Blue Ridge Mountains. 
K roku 2020 zde žilo 70 720 obyvatel. S celkovou rozlohou 78km² byla hustota zalidnění 916 obyvatel na km². Ve městě působí mj. společnosti Michelin, Duke Energy či Prisma Health. Stejně jako Greenville v Severní Karolíně bylo město pojmenováno po generálovi Nathanaelu Greeneovi. Leží v oblasti s vlhkým subtropickým podnebím. V roce 1984 se stalo partnerským městem Greenville italské město Bergamo. 